# Saltos ornamentais no Campeonato Mundial de Esportes Aquáticos de 2009 - Trampolim 3 m sincronizado masculino
A prova de trampolim 3 m sincronizado masculino dos saltos ornamentais no Campeonato Mundial de Esportes Aquáticos de 2009 foi realizada no dia 18 de julho no Stadio del Nuoto em Roma.

## Calendário
| Fase         | Data     |
| ------------ | -------- |
| Eliminatória | 18/julho |
| Final        | 18/julho |

## Medalhistas
| Ouro                        | Prata                                         | Bronze                                    |
| China · Qin Kai · Wang Feng | Estados Unidos · Troy Dumais · Kristian Ipsen | Canadá · Alexandre Despatie · Reuben Ross |

## Resultados

### Eliminatória
Esses foram os resultados da primeira fase:
| Posição | Atletas                                                      | Saltos | Saltos | Saltos | Saltos | Saltos | Saltos | Total  |
| Posição | Atletas                                                      | 1      | 2      | 3      | 4      | 5      | 6      | Total  |
| ------- | ------------------------------------------------------------ | ------ | ------ | ------ | ------ | ------ | ------ | ------ |
| 1       | USA Estados Unidos Troy Dumais • Kristian Ipsen              | 52,80  | 50,40  | 76,26  | 84,66  | 71,40  | 85,05  | 420,57 |
| 2       | CAN Canadá Alexandre Despatie • Reuben Ross                  | 53,40  | 50,40  | 73,80  | 71,61  | 88,20  | 76,50  | 413,91 |
| 3       | GBR Grã-Bretanha Nicholas Robinsonbaker • Benjamin Swain     | 51,60  | 49,20  | 74,40  | 78,54  | 73,50  | 81,60  | 408,84 |
| 4       | CHN China Qin Kai • Wang Feng                                | 55,20  | 51,00  | 77,19  | 79,56  | 78,54  | 65,10  | 406,59 |
| 5       | ITA Itália Nicola Marconi • Tommaso Marconi                  | 48,60  | 51,00  | 76,26  | 77,52  | 72,00  | 79,80  | 405,18 |
| 6       | FRA França Damien Cely • Matthieu Rosset                     | 50,40  | 48,60  | 74,46  | 78,75  | 81,90  | 70,35  | 404,46 |
| 7       | RUS Rússia Yuriy Kunakov • Dmitry Sautin                     | 49,80  | 52,80  | 74,70  | 71,61  | 70,38  | 76,65  | 395,94 |
| 8       | CUB Cuba Jose Antonio Guerra Oliva • Jorge Betancourt Garcia | 53,40  | 50,40  | 70,68  | 73,44  | 73,80  | 73,44  | 395,16 |
| 9       | MAS Malásia Rossharisham Roslan • Ken Nee Yeoh               | 50,40  | 51,00  | 69,30  | 70,68  | 74,55  | 78,54  | 394,47 |
| 10      | GER Alemanha Stephan Feck • Patrick Hausding                 | 49,80  | 48,00  | 66,06  | 64,26  | 73,80  | 85,05  | 386,94 |
| 11      | MEX México Alejandro Islas • Jonathan Ruvalcaba              | 46,80  | 48,60  | 72,90  | 63,90  | 76,65  | 76,65  | 385,50 |
| 12      | ESP Espanha Carlos Calvo • Javier Illana                     | 47,40  | 46,20  | 75,33  | 71,10  | 70,38  | 68,34  | 378,75 |
| 13      | SWE Suécia Daniel Egana • Jonathan Jörnfalk                  | 44,40  | 48,60  | 58,59  | 71,10  | 68,40  | 82,62  | 373,71 |
| 14      | AUS Austrália Grant Nel • Mattew Mitcham                     | 49,80  | 49,80  | 71,61  | 73,80  | 63,00  | 59,16  | 367,17 |
| 15      | GRE Grécia Alexandros Manos • Stefanos Paparounas            | 49,80  | 46,80  | 65,10  | 64,26  | 66,60  | 61,95  | 354,51 |
| 16      | NED Países Baixos Yorick de Bruijn • Ramon de Meijer         | 46,80  | 48,60  | 54,90  | 52,20  | 64,80  | 69,30  | 336,60 |
| 17      | GEO Geórgia Chola Chanturia • Shota Korakhashvili            | 42,00  | 40,20  | 53,10  | 64,80  | 65,10  | 70,38  | 335,58 |
| 18      | KOR Coreia do Sul Oh Yitaek • Son Seongchel                  | 51,00  | 43,80  | 57,60  | 63,00  | 63,00  | 55,80  | 334,20 |
| 19      | LTU Lituânia Ignas Barkauskas • Sergej Baziuk                | 47,40  | 43,80  | 63,00  | 52,92  | 60,30  | 60,00  | 327,42 |
| 20      | UKR Ucrânia Illya Kvasha • Oleksiy Prygorov                  | 50,40  | 52,20  | 59,16  | 57,12  | 0,00   | 73,50  | 292,38 |

### Final
Esses foram os resultados da final:
| Posição           | Atletas                                                      | Saltos | Saltos | Saltos | Saltos | Saltos | Saltos | Total  |
| Posição           | Atletas                                                      | 1      | 2      | 3      | 4      | 5      | 6      | Total  |
| ----------------- | ------------------------------------------------------------ | ------ | ------ | ------ | ------ | ------ | ------ | ------ |
| Medalha de ouro   | CHN China Qin Kai • Wang Feng                                | 57,00  | 53,40  | 85,56  | 85,68  | 91,80  | 94,50  | 467,94 |
| Medalha de prata  | USA Estados Unidos Troy Dumais • Kristian Ipsen              | 54,00  | 55,20  | 76,26  | 80,58  | 88,20  | 91,35  | 445,59 |
| Medalha de bronze | CAN Canadá Alexandre Despatie • Reuben Ross                  | 53,40  | 52,80  | 78,30  | 65,10  | 90,30  | 88,74  | 428,64 |
| 4                 | ITA Itália Nicola Marconi • Tommaso Marconi                  | 51,60  | 52,80  | 77,19  | 79,56  | 79,20  | 88,20  | 428,55 |
| 5                 | GER Alemanha Stephan Feck • Patrick Hausding                 | 51,00  | 54,00  | 83,64  | 73,80  | 85,05  | 78,75  | 426,24 |
| 6                 | RUS Rússia Yuriy Kunakov • Dmitry Sautin                     | 53,40  | 56,40  | 80,10  | 78,12  | 66,30  | 81,90  | 416,22 |
| 7                 | GBR Grã-Bretanha Nicholas Robinsonbaker • Benjamin Swain     | 53,40  | 52,20  | 75,33  | 81,6   | 70,35  | 80,58  | 413,46 |
| 8                 | CUB Cuba Jose Antonio Guerra Oliva • Jorge Betancourt Garcia | 49,80  | 52,20  | 71,61  | 85,68  | 77,40  | 76,50  | 413,19 |
| 9                 | FRA França Damien Cely • Matthieu Rosset                     | 54,00  | 51,00  | 63,24  | 80,85  | 68,25  | 78,75  | 369,09 |
| 10                | MEX México Alejandro Islas • Jonathan Ruvalcaba              | 51,60  | 49,80  | 70,20  | 66,60  | 78,75  | 77,70  | 394,65 |
| 11                | MAS Malásia Rossharisham Roslan • Ken Nee Yeoh               | 49,20  | 51,00  | 66,60  | 78,12  | 72,45  | 71,40  | 388,77 |
| 12                | ESP Espanha Carlos Calvo • Javier Illana                     | 49,80  | 50,40  | 75,33  | 66,60  | 70,38  | 72,42  | 384,93 |